# Whitworth, Lancashire
Whitworth är en stad i och civil parish i distriktet Rossendale i Lancashire i England. Orten har 7 500 invånare (2011).